# احمد یزدانفر

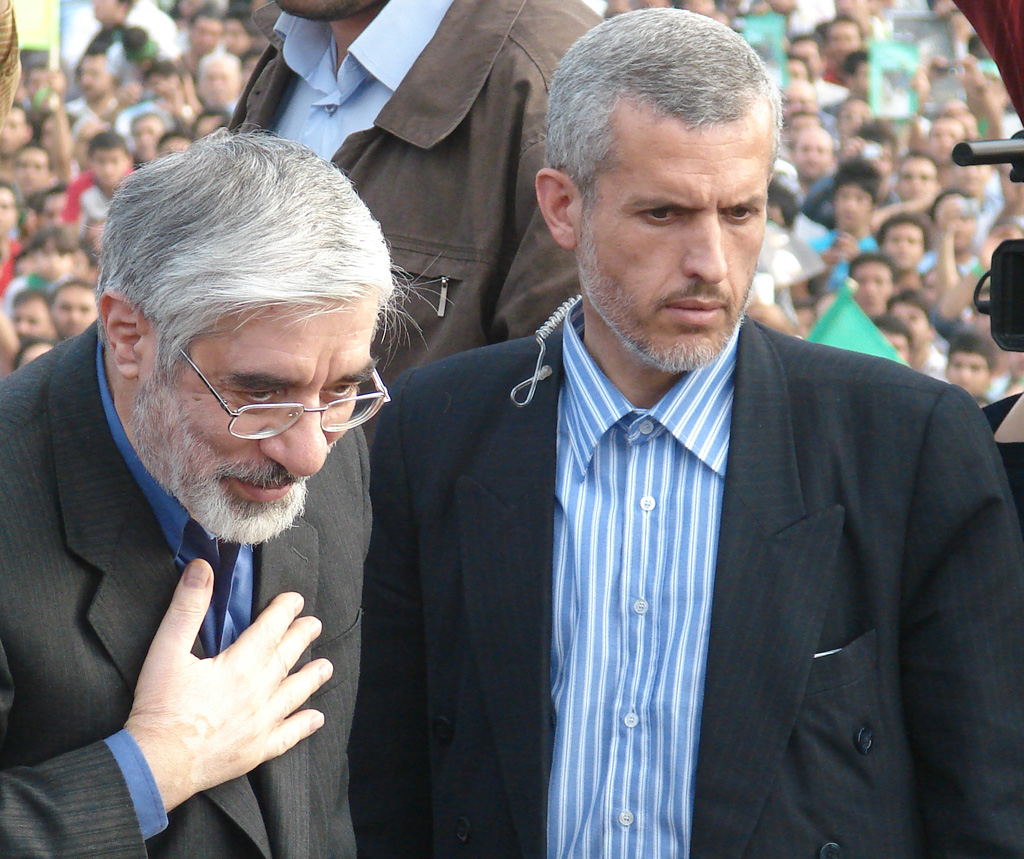
احمد یزدانفر (سمت راست) در حال محافظت از میرحسین موسوی (سمت چپ).

احمد یزدانفر فرمانده محافظان میرحسین موسوی است که از سال ۱۳۶۲ و در اوج بمب‌گذاری‌های گروههای مخالف جمهوری اسلامی علیه مسئولان حکومت به عنوان محافظ موسوی برگزیده شد. وی از اعضای قدیمی سپاه جماران بود و در سخنرانی‌های روح‌الله خمینی در جماران حضور داشت.
تیم حفاظت از موسوی تاکنون ده‌ها بار مورد حمله گروه‌های مخالف قرار گرفته‌است و یزدانفر در این حملات بارها مجروح شده‌است. این تیم آمار بالاترین حملات و کشتگان را دارد.

## ارادت و علاقه به موسوی
صالح نقره‌کار، خواهرزاده زهرا رهنورد دربارهٔ یزدانفر نوشته است:

چند وقت پیش خیلی خودمانی از او پرسیدم این وفاداری  به مهندس از کجا نشأت می گیرد؟ با صلابت و اراده‌ای پولادین که از چهره‌اش نمایان بود پاسخ داد «مهندس از معدود کسانی است که حرفش با عملش یکی است و به خاطر صداقتی که در مهندس دیدم ۳۰ سال درکنار او مانده‌ام.

## بازداشت
یزدانفر در تاریخ ۲۶ اردیبهشت ۱۳۸۹ توسط نیروهای امنیتی بازداشت شد.  میرحسین موسوی در این مورد گفت یزدانفر را در خیابان و در حال رفتن به مسجد دستگیر نموده و به پادگان بردند. سپاه پاسداران، ضمن تکذیب خبر بازداشت یزادنفر، نبود او در تیم حفاظت موسوی را به دلیل پایان مأموریتش عنوان کرد. این خبر را خبرگزاری های ایرانی از قول یک منبع آگاه تیتر رفتند. حیدر مصلحی، وزیر وقت اطلاعات هم از بازداشت او اعلام بی خبری کرد.
حضور او بعدها در مراسم سخنرانی حسن روحاین در سال 1392 و مراسم درگذشت مادر زهرا رهنورد (سال 1396) رسانه ای شد.